# Coelotes terrestris
De Coelotes terrestris (tên tiếng Anh: gewone bostrechterspin) là một loài nhện trong họ Amaurobiidae.
Loài này thuộc chi Coelotes. De gewone bostrechterspin được miêu tả năm 1834 bởi Wider.

## Hình ảnh

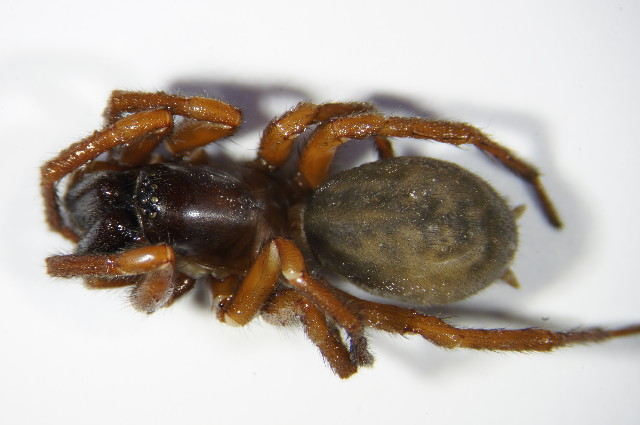